# Ngebuked
Ngebuked es el nombre de un pueblo de la costa oeste del estado de Ngaraard, en la República de Palaos. Tiene muchos caminos de piedra, ruinas y tumbas diseminadas por todo el caserío circundante. Sus ruinas constan de varios niveles de plataformas donde los clanes y las familias vivían. En el centro de la antigua ciudad esta Bai ra Ngeruau. Una plataforma elevada estaba en Bai, que funcionaba como lugar de reunión para los hombres locales. El pueblo aún tiene un canal hecho por el hombre desde el mar para la pesca de fácil acceso y transporte en los tiempos antiguos.
Hoy en día, Ngebuked tiene una población pequeña, porque la mayoría de sus habitantes viven en el Estado de Koror. Ngebuked ahora cuenta con fácil acceso a la carretera recién modernizada.